# Кріш'яніс Каріньш
Артурс Кріш'яніс Каріньш (латис. Arturs Krišjānis Kariņš; нар. 13 грудня 1964, Вілмінгтон, Делавер, США) — колишній міністр закордонних справ Латвії, колишній прем'єр-міністр Латвії, депутат Європейського парламенту (фракція Європейської народної партії) від 2009 до 2019 року.

## Біографія
Народився в сім'ї латвійських американців. Проходив навчання в Сент-Джонс коледжі в Аннаполісі, вивчав лінгвістику в Пенсильванському університеті. Незабаром він переїхав до Латвії, де заснував компанію «Lāču ledus», виробника і дистриб'ютора льоду і заморожених продуктів.
Каріньш був одним із засновників партії «Новий час» 2002 року та був обраний до Сейму в жовтні того ж року. Був головою парламентської фракції «Новий час» з 2002 до 2004 року й міністром економіки в уряді Айгара Калвітіса з грудня 2004 року до квітня 2006 року. У березні 2007 року став одним із двох співлідерів «Нового часу» (разом із Ейнаром Репше).
Кандидат від партії «Єдність» на пост прем'єр-міністра на виборах 2018 року. 7 січня 2019 року президент Латвії доручив йому сформувати наступний уряд.
16 березня 2023 року, під час повномасштабного вторгнення РФ до України, Артурс відвідав Київ, підтвердивши підтримку України.
Оголосив про плани 10 квітня 2024 року покинути пост глави МЗС Латвії.

## Родина
Одружений, має чотирьох дітей.

## Нагороди
- Маріїнський Орден Хреста 2 класу (2005)[5].
- Орден «За заслуги» I ст. (Україна, 28 грудня 2023) — за вагомий особистий внесок у зміцнення міждержавного співробітництва, підтримку державного суверенітету та територіальної цілісності України, популяризацію Української держави у світі[6]